# Joel-Peter Witkin
Joel-Peter Witkin (Brooklyn, Nova York, 13 de setembre de 1939) és un fotògraf estatunidenc.

## Biografia
Nascut de pare jueu i mare catòlica, els seus pares es van divorciar quan era jove a causa de les seves diferències religioses. Va treballar com a fotògraf de guerra entre 1961 i 1964, a la Guerra del Vietnam. El 1967 va decidir treballar com a fotògraf independent i es va convertir en el fotògraf oficial de City Walls Inc.. Després es va matricular en escultura a la Cooper School Of Fine Arts de Brooklyn, on va aconseguir un títol en arts el 1974. Després que la Universitat de Colúmbia li concedís una beca, va acabar els seus estudis a la Universitat de Nou Mèxic, a Albuquerque, on va aconseguir el seu Màster en Belles Arts.

## Influències
Segons el mateix Witkin, la seva particular visió i sensibilitat provenen d'un episodi que va presenciar sent petit, un accident automobilístic en el qual una nena va resultar decapitada. També cita les dificultats en la seva família com una influència. El seu artista favorit i gran influència és Giotto di Bondone.

## Obra
Les seves fotos solen involucrar temes i conceptes com ara mort, sexe, cadàvers (o parts d'ells) i persones com nans, transsexuals, hermafrodites o gent amb deformacions físiques. Les seves obres sovint evoquen passatges bíblics o pintures famoses. Un exemple és la versió que va fer de Las Meninas de Velázquez, que es va poder veure a la mostra Oblidant Velázquez, al Museu Picasso de Barcelona el 2008. Aquesta naturalesa transgressora del seu art ha consternat a l'opinió pública en repetides ocasions i ha provocat que l'acusin d'explotador i que hagi estat marginat com a artista en diverses ocasions.